# Phyllomedusa bicolor
La rana mono grande o rana kambó (Phyllomedusa bicolor) es una especie de anfibio anuro de la familia Phyllomedusidae que habita en la cuenca del Amazonas: norte de Bolivia, oeste y norte de Brasil, sureste de Colombia, este de Perú, sur y este de Venezuela. Es un animal nocturno y muy arbóreo. Los machos miden entre 91 y 103 mm y las hembras son algo mayores, de 111 a 119 mm.
Como muchos anfibios, produce una secreción tóxica que le sirve como defensa contra depredadores. Esta secreción, que contiene agonistas opioides llamados deltorfina y dermorfina ha sido utilizada por pueblos como los matsés como parte de un ritual propiciatorio antes de salir de cacería.

## Taxonomía
Phyllomedusa bicolor fue descrita por primera vez por el médico y naturalista holandés Pieter Boddaert en 1772.
Sinonimia
- Rana bicolor Boddaert, 1772
- Calamita bicolor — Schneider, 1799
- Hyla bicolor — Daudin, 1800
- Phyllomedusa bicolor — Wagler, 1830
- Rana (Phyllomedusa) bicolor — Guérin-Méneville, 1838
- Phyllomedusa boiei Fitzinger in Steindachner, 1867
- Pithecopus scleroderma Cope, 1868
- Phyllomedusa (Phyllomedusa) bicolor — B.Lutz, 1950